# Oslo Rådhus
Oslo rådhus er en kommunal bygning i Oslo i Norge. Rådhuset blev opført i 1931–50 efter tegninger af arkitekterne Arnstein Arneberg og Magnus Poulsson. Rådhuset ligger i Oslo centrum på nordsiden af Pipervika i Oslofjorden, ud mod Rådhusplassen med rådhusbryggene og honnørbryggen. Sydøst for rådhuset ligger Akershus fæstning, nord for rådhuset Fridtjof Nansens plads.
Rådhuset er bygget i rød teglsten med to tårne på henholdsvis 63 og 66 meter. Teglstenen er større end det sædvanlige i Norge efter 1840, af format omtrent som tegl fra middelalderen. "Rådhustegl" målende omkring 27,5 x 13 x 8,5 cm blev fremstillet ved Hovin teglværk i Oslo. Østtårnet har et klokkespil med 49 klokker. En række arrangementer og ceremonier finder sted i rådhuset. Fra 1990 uddeles Nobels fredspris her.

## Tidligere rådhuse
Ved bybranden i 1624 brændte hele det gamle Oslo ned til grunden. Kong Christian 4. bestemte, at byen ikke skulle genopføres på samme sted, men flyttes tværs over Bjørvika til området nord for Akershus. Den nye by Christiania fik et retvinklet net ad brede gader. Grunde til kirke og rådhus blev afsat ved Torvet i krydset mellem Rådhusgaten og Øvre Slottsgate. Rådhuset stod færdig i 1641, på hjørnet mod Nedre Slottsgate. Bygningen står stadig på Nedre Slottsgate 1. Men på grund av forfald ble den opgivet som rådhus, og i samarbejde med kongen fik byen i 1733 Rådhusgaten 7 som nyt rådhus. I 1800-tallet blev denne bygning alt for lille for en voksende kommuneadministration, og magistraten flyttede ind i nabohuset Magistratgården, Dronningens gate 11, mens bystyremøderne blev holdt i Børsen, senere i Frimurerlogen, på Grev Wedels plass. Administrationen fik kontorlokaler flere steder i byen.
I 1876 og 1898 blev der afholdt en arkitektkonkurrence om at tegne et nyt rådhus på Hammersborg, men planerne blev aldrig gennemført på grund af pengemangel.

## Rådhuset i Vika
I 1915 lancerede den nyligt afgåede borgmester i Kristiania, Hieronymus Heyerdahl, idéen om et rådhus i Pipervika, hvor det ligger i dag. Hele 44 udkast kom ind i den første af to konkurrencerunder. I 1918 forelå juryens endelige afgørelse, og Arnstein Arneberg og Magnus Poulsson blev udpeget som vindere, med et projekt tydelig inspireret av Stockholms Stadshus. Fortsat pengemangel og dårlige tider udsatte projektet, og i mellemtiden ændrede arkitekterne det i flere omgange. I 1930 fremlagde de sit endelige forslag, nu stærkt forandret under indflydelse fra funktionalistiske idéer. Den mest slående forandring fra de tidligere udkast var de to store kontortårne.
I september 1931 blev grundstenen nedlagt med kong Haakon 7. og kronprins Olav til stede, før selve opførelsen startede i februar 1933. Samtidig med byggearbejdet blev den gamle forstadsbebyggelse fra Vika ryddet for at give plads. Også byens gamle forlystelsespark Tivoli (Oslo) måtte vige for en helt ny reguleringsplan, som skaffede byggegrunde til salg for opførelse af nye forretningsgårde, et væsentlig grundlag for finansieringen af rådhuset.
I november 1936 stod hele bygningen færdig, støbt i armeret beton og forblændet med håndbanket tegl i stort format. Enkelte kontoretager kunne tages i brug før krigsudbruddet i 1940. Efter en pause under krigen blev arbejdet genoptaget, og indflytningen i kontoretagerne kunne ske i 1947, mens arbejdet med udsmykningerne blev færdiggjort.
Grundstenen blev nedlagt 5. september 1931. På St. Hallvards dag 15. maj 1950 blev Oslo rådhus officielt indviet i forbindelse med fejringen af byens 900-årsjubilæum.

## Udsmykning
Hvem der skulle stå for udsmykningen, blev afgjort i flere konkurrencer for norske kunstnere i januar 1937, med et års leveringsfrist. Totalt otte malere og sytten billedhuggere blev engageret. De fleste af arbejderne stod færdig til åbningen i 1950, selv om skulpturparken på Rådhusplassen ikke blev færdig før i 1960’erne.

### Eksteriøret
Vestvæggen domineres af Anne Grimdalens store skulptur af Harald Hardråde til hest. Nic Schiølls fremstilling af St. Hallvard pryder fronten mod fjorden. På begge sider af Borggården mod Fridtjof Nansens plass har Dagfin Werenskiold lavet polykrome relieffer i træ med motiver fra Edda-digtningen. Foran frontfacaden står seks skulpturer af Per Palle Storm med fremstillinger af bygningshåndværkere.

### Rådhushallen
Henrik Sørensen og Alf Rolfsen har stået for udsmykningen af Rådhushallen, som er 31 meter bred, 39 meter lang og ca. 21 meter høj. Gulvet og delvis også væggene er beklædt med marmor. Rummet har en række vægmalerier som giver et billede af Norge og Oslo i mellemkrigstiden og under den tyske besættelse, og viser udviklingen af byens næringsliv, med fremvæksten af arbejderbevægelsen. Monarkerne og byens skytshelgen St. Hallvard indgår også i programmet.

### Bystyresalen
Bystyresalen har fået den halvcirkulære form indarbejdet for demokratiske forsamlingslokaler; ligeså Fridtjof Nansens plass.
Salen har indretning af eg og tapeter af rødt uld med et ornament af tre pile indvævet (fra byseglet med St. Hallvard). Det mest bemærkelsesværdige er det store billedtæppe af Else Poulsson, arkitektens niece. Centralt på tæppet troner St. Hallvard over de syv kardinaldyder, med livet i Oslo helt nederst. Kunstnerens ønske var at dette motiv skulle minde byens politikere om etik og god styringsskik i vedtagelserne som ble dannet.